# SAR 21
El SAR 21 (acrónimo de Singapore Assault Rifle - 21st Century, «Fusil de asalto de Singapur - Siglo 21») es un fusil de asalto bullpup diseñado y fabricado en Singapur. Mostrado al público por primera vez y adoptado por las Fuerzas Armadas de Singapur (FAS) en 1999, fue diseñado y desarrollado durante un período de cuatro años, siendo ideado para reemplazar al M16S1 fabricado bajo licencia por el Ministerio de Defensa de Singapur (Mindef), el Ejército de Singapur y la Chartered Industries of Singapore (CIS, hoy ST Kinetics). Muchas de sus características son directamente destinadas a remediar las debilidades del M16S1 encontradas por algunos soldados al emplearlo.
El fusil está siendo exportado, además de ser empleado en su país de origen. Está siendo publicitado en Estados Unidos por VT Systems, subsidiaria de ST Kinetics.

## Historia y desarrollo
Desde mediados de la década de 1980, las FAS tenían una importante necesidad de reemplazar sus fusiles M16S1, ya que la mayoría de estos habían estado en servicio desde 1973. En 1994, una propuesta de las FAS fue enviada al MINDEF con opciones de comprar nuevas armas (se pensaba comprar fusiles M16A2) o desarrollar un fusil propio. El 19 de noviembre de 2002, Tuck Wah Chee y Felix Tsai registraron una patente en la Oficina de Patentes y Marcas de Estados Unidos con el número 6,481,144 B1.
Después de consultar con las FAS, los funcionarios del MINDEF decidieron no comprar armas nuevas porque sería necesario que los soldados se acostumbren a estas, eligiendo en cambio desarrollar un arma, diseñada y fabricada específicamente para facilitar su uso por los reclutas de las FAS, que en su mayoría son de contextura delgada. Aunado con los crecientes costos de mantener los M16S1 en el arsenal de las FAS, esto hizo más justificable el desarrollo de un arma de bajo mantenimiento.

## Diseño

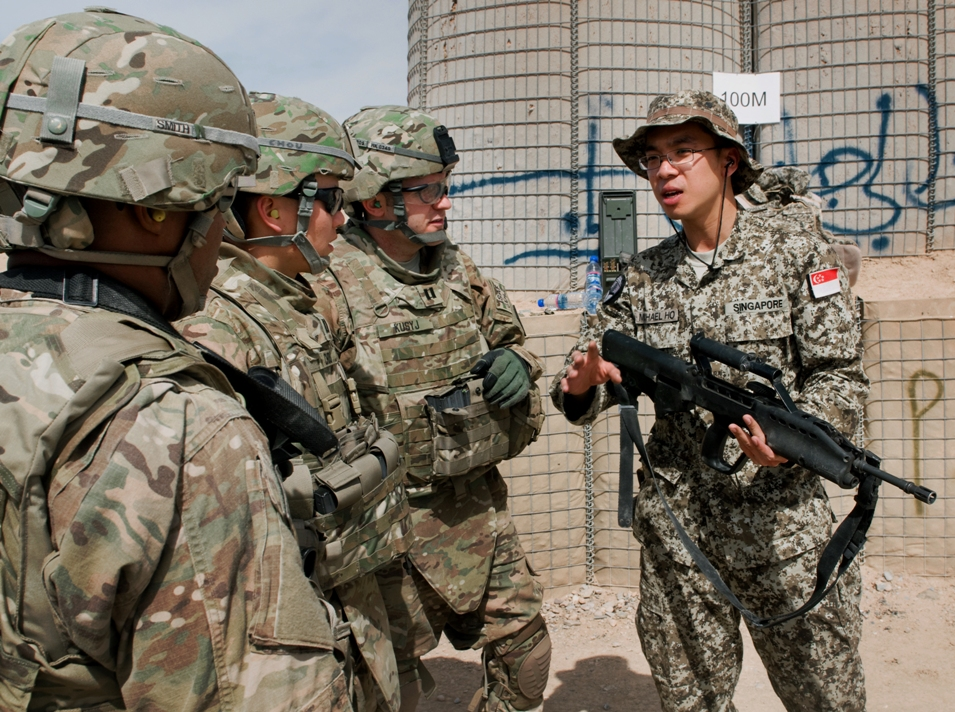
Un soldado singapurense les describre el fusil SAR-21 a un grupo de soldados estadounidenses en la Base Multinacional de Tarin Kowt.

El SAR 21 está hecho de un resistente polímero de alto impacto, la mayor parte de su fabricación se efectúa con máquinas de control numérico, usando soldadura ultrasónica para unir las dos mitades de acero aleado del cajón de mecanismos y su cañón está forjado en frío. Utiliza un sistema Stoner modificado, siendo más fiable y con menos retroceso.[cita requerida] El cargador translúcido permite ver con precisión la cantidad de cartuchos que tiene.
El SAR 21 también es el primer fusil de asalto bullpup que incorpora un puntero láser integrado (activado por una pila AA) como estándar. Tiene un interruptor de 5 posiciones que le permite emitir un rayo visble con alta potencia o baja potencia. También puede ser ajustado para permancer encendido o encerderse momentáneamente a través de un interruptor de presión activado con el pulgar izquierdo del tirador. El fusil incorpora diversas características de seguridad patentadas, tales como una carrillera de Kevlar y un escape de sobrepresión que protege al tirador en caso de una explosión de la recámara o fallo catastrófico. También tiene una mira telescópica de 1,5x aumentos integrada, que a la vez es su asa de transporte (también está disponible una versión de 3x aumentos). La mira ayuda a tomar blancos, especialmente en condiciones de baja iluminación. La mira viene ajustada de fábrica, necesitando ajustes mínimos para adecuarse a distintos usuarios. Esto minimiza el uso de polígonos de tiro.
Externamente, el SAR 21 junto al Tavor TAR-21 israelí y el Vektor CR-21 (a excepción de su empuñadura frontal), como la mayoría de fusiles bullpup solamente tienen un parecido superficial con el Steyr AUG austriaco, a pesar de que el surgimiento de la carabina bullpup Thorneycroft en 1901 precedió al Steyr AUG (en producción desde 1978) por casi 80 años.

## Problemas de diseño

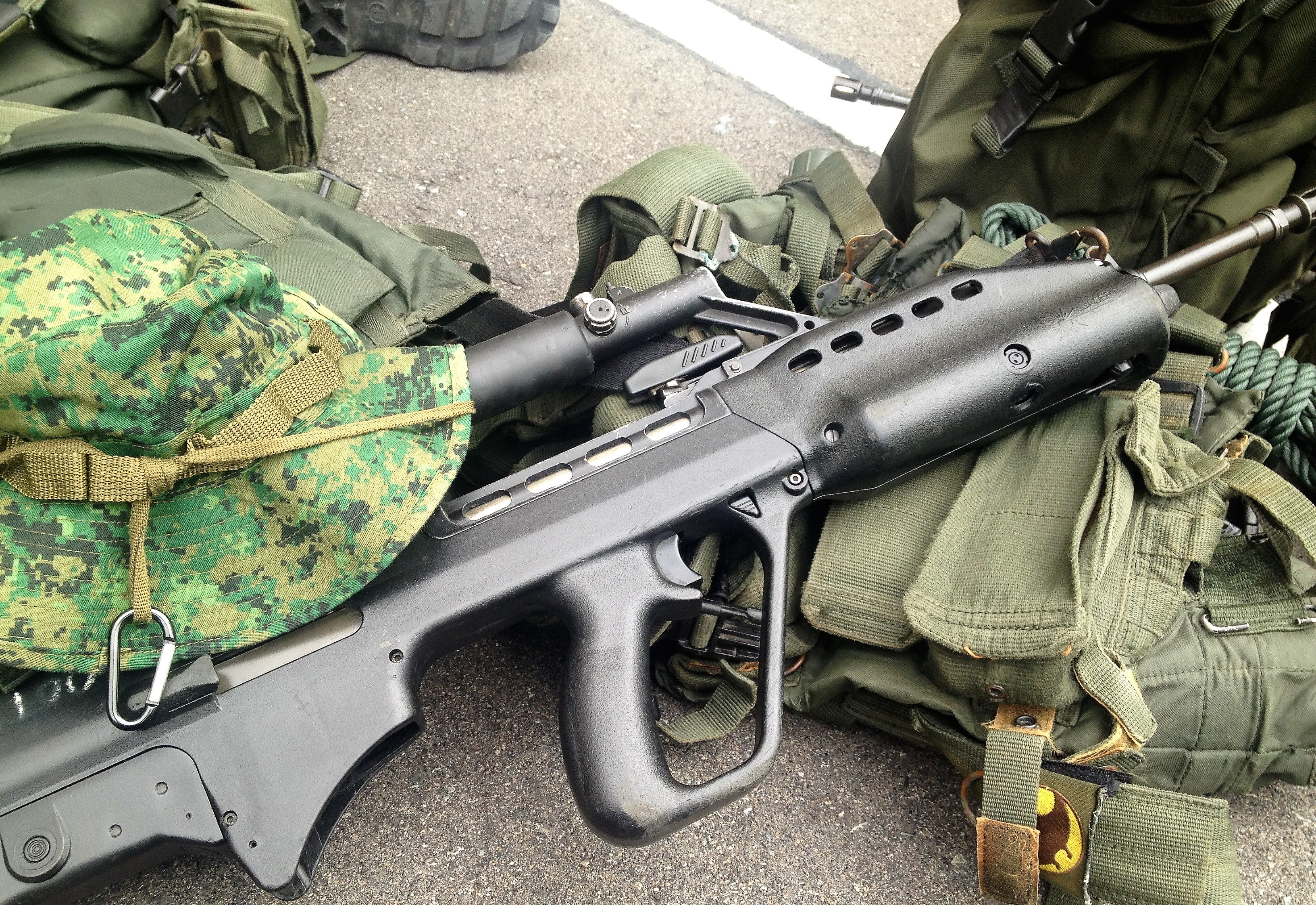
Un SAR 21 junto a un equipamiento de camuflaje de jungla.

Los primeros usuarios del fusil en las FAS experimentaron varios problemas debido a que no estaban acostumbrados al formato bullpup. Sus críticas (usualmente en comparación con los fusiles M16S1 con los que habían sido entrenados) incluían:
- la extraña ubicación del brocal del cargador y la dificultad para cambiar cargadores, necesitando múltiples movimientos de mano por su diseño bullpup[cita requerida]
- la extraña ubicación del selector de modo de disparo (ubicado en la culata, junto al mecanismo), al contrario del selector del M16S1 ubicado cerca al pistolete[7][12]
- el gatillo más duro de apretar, en comparación al suave gatillo del M16S1
- el peso del fusil
- el fogonazo y ruido incrementados, ya que la boca del cañón está más cerca del rostro del tirador
- los instructores les dijeron que es un fusil "solo para diestros" y los soldados zurdos tienen que (y todavía se les entrena así) dispararlo con la mano derecha
- el alza y el punto de mira se rajan con facilidad cuando el fusil cae al suelo
- la falta de una fuente de luz interna en la mira telescópica (su retícula es virtualmente invisible en la oscuridad)

Algunas de estas críticas fueron remediadas con modificaciones hechas a los posteriores modelos de serie. También se introdujeron nuevos procedimientos de manipulación del arma.
- El problema del cambio de cargadores se resolvió entrenando a los soldados para que siempre agarren el pistolete con su mano dominante. El cambio de cargadores y la recarga del fusil se efectuarán con la mano subordinada.
- El gatillo duro fue mejorado al emplear una plancha deslizante rígida en lugar de la varilla flexible.
- El alza y el punto de mira basados en los del Steyr AUG fueron reemplazados por otros más voluminosos y resistentes.

Las capas de Kevlar en el lado izquierdo de la culata del fusil (donde usualmente se encuentra el rostro de un tirador diestro) son efectivas protegiendo al tirador de cualquier explosión de la recámara, al dirigir la fuerza resultante hacia la derecha. Sin embargo, la fuerza resultantes también puede herir de gravedad a cualquiera que se encuentre cerca del lado derecho del fusil. En el caso de un tirador zurdo, esto le causaría graves heridas en su rostro. En consecuencia, a todos los soldados zurdos de las FAS se les enseña a disparar desde el hombro derecho como una medida de seguridad. El SAR 21 fue diseñado con un pequeño deflector de casquillos integrado hecho de latón, que eyecta los casquillos hacia adelante, reduciendo así las probabilidades que los casquillos impacten el rostro de un tirador zurdo. Esto significa que el fusil no es completamente ambidiestro, pero se puede disparar desde el hombro izquierdo.
Sin embargo, ST Kinetics ha tomado en cuenta estas críticas y ha mejorado el diseño del SAR 21 en el próximo SAR 21A. El prototipo fue presentado en el Singapore Airshow de 2010 y empezará a ser producido en 2011.

## Operación

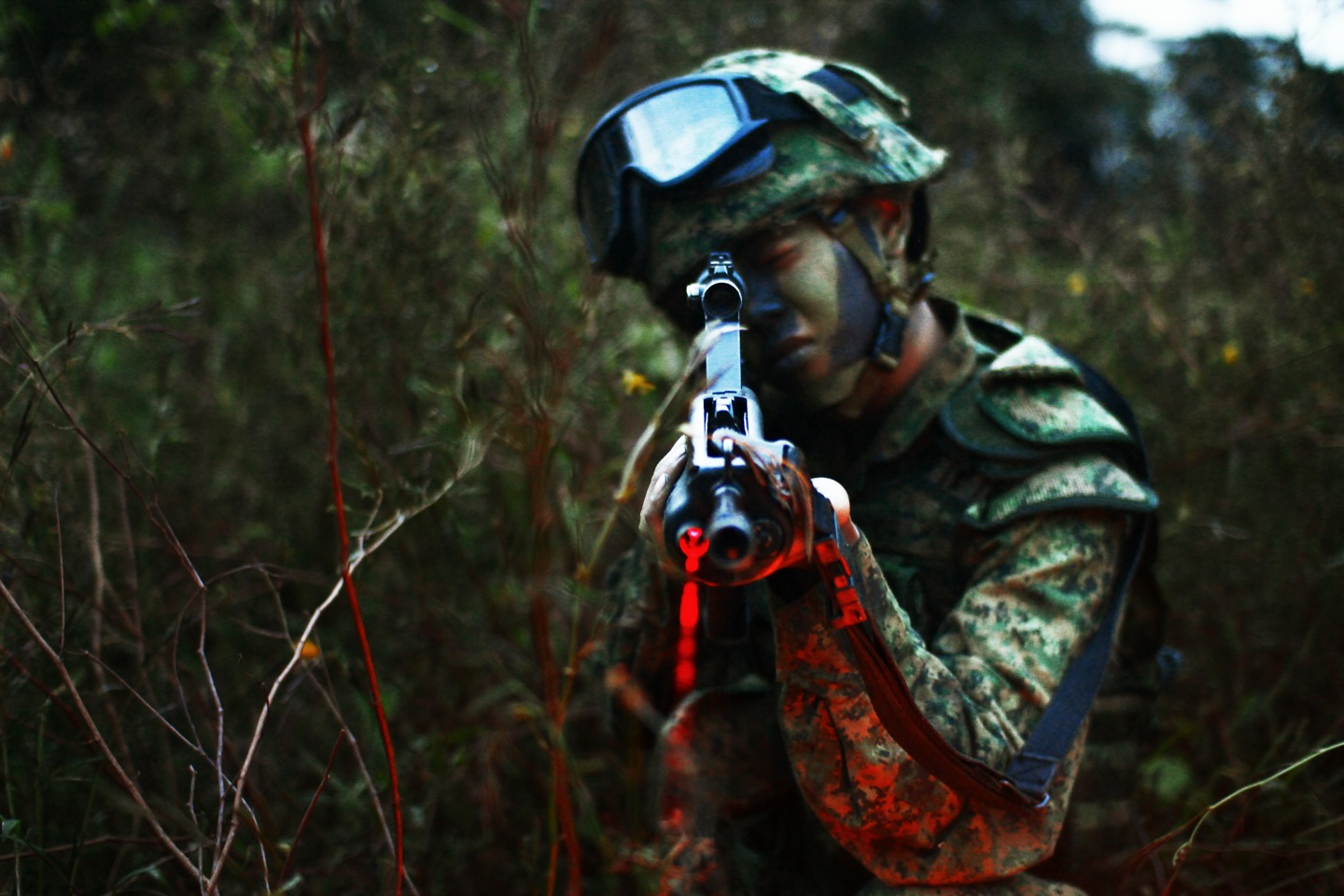
Un soldado singapurense apuntando con el SAR-21. Obsérvese el rayo rojo del puntero láser.

Al igual que el fusil M16, su cerrojo queda abierto cuando el cargador está vacío. Para retirar un cargador vacío, se aprieta la palanca de su retén, similar al del AK-47. La limpieza del fusil se efectúa retirando el cargador, jalando hacia atrás la manija del cerrojo y observando la recámara y el ánima del cañón. Después de insertar un cargador en el brocal, el fusil queda "listo" tras amartillarlo y accionar el botón del seguro, similar al de la FN MAG y situado delante del guardamonte. También se puede ajustar la posición del botón del selector de modo de disparo (SEMI o AUTO) en la culata.
El interruptor del puntero láser está ubicado en el lado izquierdo del guardamanos; al sostener el fusil, el pulgar izquierdo se apoya naturalmente sobre este. Cuando la acumulación de hollín hace que el fusil funcione más lento, se puede incrementar la cantidad de gases girando la válvula reguladora con una moneda, desarmador o cualquier objeto plano y delgado. También se puede soltar la válvula reguladora y girarla manualmente con ayuda de una superficie rugosa.

## Variantes

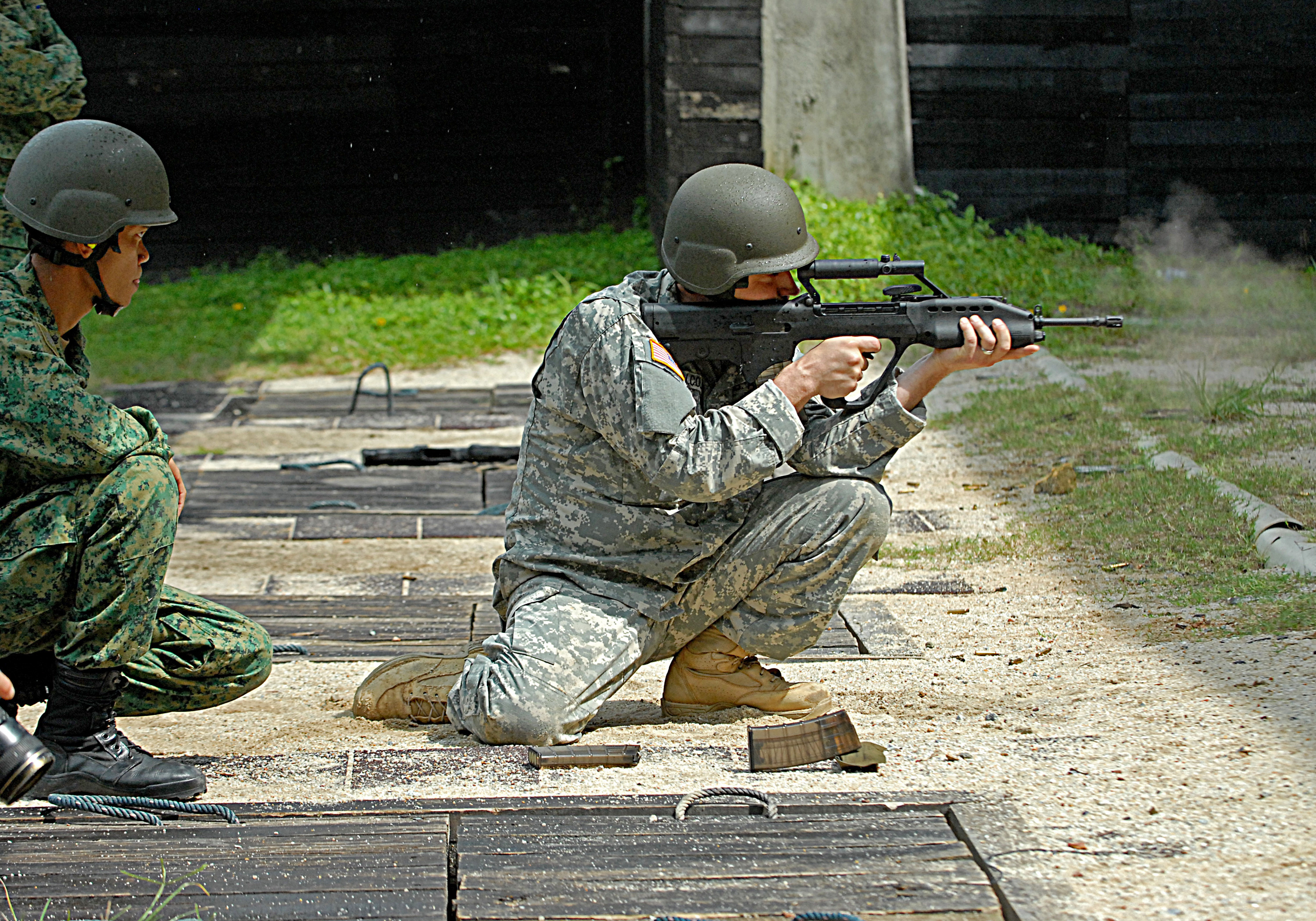
Un soldado de la Guardia Nacional del Ejército de Oregón apuntado con SAR 21 Sistema de Montaje Modular (SMM).

Ametralladora ligera SAR 21
Dispara a cerrojo abierto, tiene un cañón pesado de 513 mm con un bípode plegable integrado y una empuñadura frontal.
SAR 21 para tirador de precisión
Idéntico al SAR 21 estándar, pero tiene una mira telescópica de 3x aumentos en lugar de la mira estándar de 1,5 x aumentos. La retícula de la mira está pintada con pintura negra luminosa, que permite atacar blancos con facilidad durante la noche sin necesidad de emplear el puntero láser.
SAR 21 lanzagranadas
Lleva acoplado un lanzagranadas CIS 40 GL o M203. Varias subvariantes/prototipos incorporan distintos módulos de puntería (o van montados sobre rieles Picatinny) para los lanzagranadas. Entre los mecanismos conocidos que se han utilizado están las alzas lanzagranadas, diversas miras telescópicas y sistemas de control de disparo láser.
SAR 21 P-rail
Tiene un riel Picatinny en lugar de su mira telescópica integrada. La manija de carga ha sido movida al lado izquierdo del fusil (siendo intercambiable al lado derecho).
SAR 21 Sistema de Montaje Modular (SMM)
Se le han retirado la mira telescópica y el puntero láser integrado para poder instalarle una amplia variedad de accesorios tácticos, tales como empuñaduras frontales, linternas tácticas y miras reflex. La manija de carga ha sido movida al lado izquierdo del fusil. Es similar al modelo P-rail, excepto por su cañón más corto. Sus variantes tienen cañón estándar y de carabina.
Carabina ligera SAR 21
Una variante ligera del SAR 21 fue presentada durante la Exhibición de Defensa Asiática, que se llevó a cabo junto a la Asian Aerospace de 2006. Esta variante tiene un cañón muy corto y guardamanos más cortos, así como un riel Picatinny.
Módulo RCF
El módulo Round Corner Firing (RCF), un concepto similar al del CornerShot israelí, se puede acoplar a cualquiera de las variantes del SAR 21 mencionadas arriba para llevar a cabo operaciones en zonas urbanas.
SAR 21A
El prototipo fue presentado en el Singapore Air show de 2010. Esta variante actualizada tiene un selector de modo de disparo más resistente y ambidiestro, un peso de 3,2 kg (descargado), un riel Picatinny integrado en toda su longitud y una cadencia de 900 disparos/minuto. Está en producción desde 2012.

## Usuarios
- Brunéi - Fuerzas Armadas Reales de Brunéi.[16][17]
- Indonesia - Fuerza Aérea del Ejército Nacional de Indonesia, empleado por la unidad de fuerzas especiales Korps Pasukan Khas.[18]
- Marruecos[18]
- Perú - Fuerzas especiales[18]
- Singapur - Fuerzas Armadas de Singapur[19]
- Sri Lanka - Empleado en cantidades limitadas por el Regimiento de la Fuerza Aérea de Sri Lanka.[18][20]
- Tailandia - Fuerzas especiales[18]